# 东京纯心大学
东京纯心大学（日语：東京純心大学，英语：Tokyo Junshin University），是位于日本东京都八王子市龙山町2丁目600番地的私立大学。1996年设立大學部。
天主教系大学。是实施美术及宗教圣歌教育的在日本为数不多的教育机关。设置母体为纯心圣母会。姊妹关系校有：纯心女子学园、第二纯心学园、川内纯心女子学园、鹿儿岛纯心女子学园、巴西纯心学园等。

## 历史沿革
- 1934年 设置母体长崎纯心圣母会创立。
- 1940年 纯心女学院在长崎市创立。
- 1963年 学校法人东京纯心女子学园创立。
- 1964年 东京纯心女子高等学校开设。
- 1967年 东京纯心女子短期大学开学。
- 1986年 东京纯心女子中学开设。
- 1996年 由东京纯心女子短期大学改为东京纯心女子大学，开设现代文化学部。
- 2004年 现代文化学部内部学科改组，由原来的英美文化学科，艺术文化学科改为现代英语学科，儿童文化学科，艺术文化学科。
- 2008年 现代文化学部内部学科改组为国际教养学科，儿童文化学科，艺术文化学科 。
- 2010年 现代文化学部内部学科改组为国际教养学科，儿童文化学科。
- 2015年 更名為東京純心大學。